# Shwebo
Shwebo (birmanês:  ရွှေဘိုမြို့) é uma cidade na divisão de Sagaing, Myanmar, localizada a 110 km a noroeste de Mandalay, entre os rios Irauádi e Mu. A cidade foi a origem da dinastia Konbaung, fundada pelo rei Alaungpaya em 1752, que era a força política dominante na Birmânia depois de meados do século XVIII. Ela serviu como capital de Alaungpaya de 1752 a 1760.

## História
Até 1752, Shwebo era uma vila, chamada Moksobo (birmanês:   မုဆိုး ဘို, literalmente: "Chefe Caçador") com aproximadamente trezentas casas. Está situada próxima à antiga cidade-Estado pyu de Hanlin. Em março de 1752, o chefe da aldeia, Aung Zeya, fundou a Dinastia Konbaung para resistir à invasão procedente da Baixa Birmânia executada pelas forças de Hanthawaddy. Aung Zeya, que também assumiu o título real de Alaungpaya, ganhou a adesão de 46 aldeias vizinhas, e organizou as defesas com a construção de uma paliçada e de um fosso em torno de Moksobo. Rebatizou sua aldeia, com o nome de Shwebo (literalmente: Chefe Dourado). Durante os próximos oito anos, Alaungpaya comandou a reunificação da Birmânia com Shwebo como sua capital.
Shwebo perdeu sua posição de capital após a morte de Alaungpaya em 1760. O sucessor Naungdawgyi transferiu a capital para Sagaing mais perto do rio Irauádi. Porém, Shwebo continuou a ser uma região importante ao longo da era Konbaung (1752-1885), fornecendo uma parcela desproporcional de soldados que serviram nos exércitos de Konbaung. A região era geralmente tida como um apanágio pela maioria dos príncipes, principalmente pelo  príncipe herdeiro. Foi para Shwebo que o príncipe de Mindon foi em 1853 para dar início à rebelião em sua tentativa bem sucedida para derrubar o seu meio-irmão Pagan.

## Nomes de Shwebo
Cinco títulos foram conferidos à cidade:
1. Moksobo(မုဆိုးဖို), seu nome original
2. Yadana-theinhka (ရတနာသိင်္ဃ)
3. Konbaung (ကုန်းဘောင်)
4. Yangyi-aung (ရန်ကြီးအောင်), e
5. Shwebo (ရွှေဘို), seu nome atual.

## Transportes
Shwebo é servida pela linha ferroviária Mandalay-Myitkyina da Myanmar Railways, mas é melhor alcançada por picape ou ônibus uma vez que as estradas de Mandalay e Monywa estão em boas condições.

## Economia
Tal como acontece com Monywa, a cidade é um centro de comércio de produtos agrícolas, principalmente de feijão, arroz e gergelim produzidos nas planícies entre os rios Mu e Irauádi.
As principais atrações turísticas em Shwebo, embora poucos turistas fazem a viagem e as instalações são muito limitadas, são os seus numerosos pagodes, e a reconstrução do palácio de Alaungpaya. A cidade ainda é cercada por seus antigos fossos. Há muitos pagodes, como o de Shwe-taza paya e Myodaunk zedi.

## Educação
A cidade abriga a Universidade de Shwebo e o Colégio Tecnológico Governamental de Shwebo.